# Amoerparadijsmonarch
De amoerparadijsmonarch (Terpsiphone incei) is een zangvogel uit het geslacht Terpsiphone en de familie Monarchidae (monarchidae). De wetenschappelijke naam van deze soort werd voor het eerst geldig gepubliceerd door John Gould in 1852.

## Verspreiding en leefgebied
Deze soort broedt in het midden en oosten van China, het uiterste zuidoosten van het Russische Verre Oosten en het uiterste noorden van Noord-Korea. Na de broedtijd trekt de vogel naar Indochina en Sumatra.

## Status
De grootte van de populatie is niet gekwantificeerd maar de soort wordt omschreven als algemeen. Op de Rode lijst van de IUCN heeft deze soort de status niet bedreigd.